# Rockstar Toronto
Rockstar Toronto is een Canadees computerspelontwikkelaar gevestigd in Oakville, Ontario. Het bedrijf werd in 1999 opgericht als dochteronderneming van Take-Two Interactive onder de naam Rockstar Canada.  In 2002, na de opening van een tweede studio in Canada, werd de naam veranderd in Rockstar Toronto.

## Games
| Release | Titel                                        | Platform                                                       | Opmerking |
| ------- | -------------------------------------------- | -------------------------------------------------------------- | --- |
| 1999    | Grand Theft Auto: London, 1969               | MS-DOS, PlayStation, Windows                                   | Ontwikkeld met DMA Design. |
| 1999    | Grand Theft Auto: London, 1961               | Windows                                                        | Ontwikkeld met DMA Design. |
| 2001    | Oni                                          | Mac OS, PlayStation 2, Windows                                 | Verantwoordelijk voor de portering naar PlayStation 2 naar het origineel ontwikkeld door Bungie Software.                         |
| 2001    | Max Payne                                    | Android, Game Boy Advance, iOS, PlayStation 2, Windows, Xbox   | Verantwoordelijk voor de portering naar PlayStation 2 naar het origineel ontwikkeld door Remedy Entertainment.                    |
| 2005    | The Warriors                                 | PlayStation 2, PlayStation Portable, Xbox                      | Geporteerd naar PlayStation Portable door Rockstar Leeds.                                                                         |
| 2007    | Manhunt 2                                    | PlayStation 2, PlayStation Portable, Wii, Windows              | Ontwikkeld met Rockstar London en Rockstar North en verantwoordelijk voor de porteringen naar Wii, Windows.                       |
| 2008    | Canis Canem Edit                             | PlayStation 2, PlayStation 3, PlayStation 4, Windows, Xbox 360 | Verantwoordelijk voor de portering naar Wii naar het origineel ontwikkeld door Rockstar Vancouver.                                |
| 2008    | Grand Theft Auto IV                          | PlayStation 3, Windows, Xbox 360                               | Samen met Rockstar New England verantwoordelijk voor de portering naar Windows naar het origineel ontwikkeld door Rockstar North. |
| 2010    | Grand Theft Auto: Episodes from Liberty City | Microsoft Windows                                              | Verantwoordelijk voor de portering naar Windows naar het origineel ontwikkeld door Rockstar North.                                |
| 2012    | Max Payne 3                                  | OS X, PlayStation 3, Windows, Xbox 360                         | Ontwikkeld met Rockstar Leeds, Rockstar London, Rockstar New England, Rockstar North, Rockstar San Diego en Rockstar Vancouver.   |
| 2013    | Grand Theft Auto V                           | PlayStation 3, PlayStation 4, Windows, Xbox 360, Xbox One      | Ontwikkeld met Rockstar Leeds, Rockstar London, Rockstar New England, Rockstar North en Rockstar San Diego.                       |
| 2018    | Red Dead Redemption 2                        | PlayStation 4, Xbox One                                        | Ontwikkeld met Rockstar India, Rockstar Leeds, Rockstar London, Rockstar New England, Rockstar North en Rockstar San Diego.       |